# Halfaouine – Zeit der Träume
Halfaouine – Zeit der Träume (Originaltitel: Asfour Stah, arabisch عصفور السطح, DMG ʿuṣfūr as-saṭḥ, auch الحلفاويين, DMG al-Ḥalfāwiyyīn; Alternativtitel: Halfaouine – Das Kind der Dächer, französischer Titel: Halfaouine, l’enfant des terrasses) ist ein französisch-tunesischer Film aus dem Jahr 1990 unter der Regie von Férid Boughedir. Die Komödie behandelt das Leben des 12-jährigen Noura, der in die Pubertät eintritt und beginnt, Frauen mit anderen Augen zu sehen. Dabei sammelt er widersprüchliche Erfahrungen über Sexualität in der konservativ-islamischen Gesellschaft Tunesiens auf. Der Film wurde mit zahlreichen Preisen ausgezeichnet.

## Handlung
Tunesien in den 1970er-Jahren. Der 12-jährige Noura lebt mit seiner Familie in Halfaouine, einem Viertel im Norden der Altstadt. Da er für sein Alter noch immer zu jung aussieht, darf er noch immer mit seiner Mutter Dschamila in das Hamam der Frauen gehen. Insgeheim betrachtet Noura die entblößten Frauen in dem Badehaus allerdings nicht mehr mit den Augen eines unschuldigen Kindes, sondern mit denen eines heranwachsenden Mannes. Während nach außen in der tunesischen Gesellschaft islamisch-konservative Umgangsformen und Trennung zwischen den Geschlechtern herrschen, wird diese Fassade von beiden Geschlechtern täglich durchstoßen, sowohl bei den Männern als auch den Frauen. So, wenn die Nachbarsmädchen über die neueste Affäre einer Dritten tuscheln, Nouras ältere Freunde Moncef und Mounir auf der Straße junge Frauen mit sexuellen Sprüchen versuchen aufzureißen, oder der Schuster Salih eine Kundin nach kurzem rhetorischen Vorspiel nach drinnen geht, um ihr das "passende Schuhmodell" zu zeigen. Selbst der Imam, der Noura zuvor wegen seiner Teilnahme an den Straßenbelästigungen noch verpfiffen hat, lässt sich von dessen Tante zu einem späteren Techtelmechtel überreden. Da Noura weder von den Männern noch den Frauen als bereits in der Pubertät angekommen gesehen wird, kann er sich in beiden, öffentlich voneinander getrennten Lebenswelten bewegen.
Im Kleiderladen seines Vaters wird Noura Zeuge, wie sein Vater mit einer Kundin turtelt, ebenso wie er zuhause später seiner Tante Latifa gegenüber Annäherungsversuche unternimmt. Im Lager findet er durch Zufall auch pornografische Magazine, die er sogleich Moncef und Mounir zeigt. Um sich vor seinen Freunden zu beweisen, die sich wünschen, einige Mädchen aus der Nachbarschaft nackt zu sehen, geht Noura mit seiner Mutter wieder ins Frauendampfbad, um anschließend beiden detailliert mit Obstmetaphern die Form der Brüste der von ihnen gewünschten Mädchen zu beschreiben. Ein anderes mal stiehlt Noura seiner Tante Latifa einen BH, um diesen gegen Comichefte von seinen Freunden zu tauschen. Am Tag der Beschneidung seines kleinen Bruders wird Noura bei einem weiteren Besuch im Hamam bei seiner  Spannerei von einer Aufseherin beobachtet und mit Schimpf und Schande hinausgeworfen. Nach der Aufdeckung seiner Flunkerei ist damit seine Zeit in beiden Lebenswelten vorbei; nun darf er sich nur noch in der Welt der Männer bewegen, für die er aber immer noch ein kleiner Junge ist. Noura leidet unter dieser Isolation und vermisst die Einblicke der Frauenwelt.
Doch Noura findet schnell ein neues Objekt der Begierde: das Waisenmädchen Laila, das der Imam vor einiger Zeit in die Obhut von Nouras Familie gegeben hat, wo sie als Haushaltshilfe anfängt. Eines Nachts versucht er vergeblich, der Schlafenden den Ausschnitt ihres Schlafkleides zu öffnen; es folgen weitere erfolglose Versuche. Eines Tages wollen Nouras Mutter und die anderen Frauen des Haushalts in den Hamam, lassen Laila jedoch zurück, die Noura die Haare waschen soll. Noura nutzt die Gelegenheit, um der unwissend wirkenden Laila, die vorgibt, noch nie im Hamam gewesen zu sein, zu "zeigen", wie man im Frauenbad sich kleidet. Laila zieht sich daraufhin aus und wickelt sich nur ein Tuch um, doch Noura drängt darauf, dass sie gänzlich nackt wie im Hamam ist. In diesem Moment werden sie von Nouras Mutter überrascht, die Laila kurzerhand verkündet, dass sie das Haus am nächsten Morgen zu verlassen hat. In der Nacht geht Noura in sein Zimmer, wo er die wache und nackte Laila vorfindet. Sie lächelt ihn an und löscht das Licht. Am nächsten Tag verlässt Laila das Haus, wobei sie und Noura sich schelmisch in Erinnerung an die letzte Nacht anlächeln. Noura bleibt alleine mit seinem Vater auf der Terrasse zurück, immer noch lächelnd. Als sein Vater versucht, ihn zu züchtigen, weicht Noura aus und flieht auf das Flachdach. Von dort schaut er spöttisch auf seinen tobenden Vater.

## Hintergründe

### Charaktere
Noura wird von einem Neffen Boughedirs gespielt. Sein Spiel findet hauptsächlich über die Mimik statt. Der Zuschauer liest in seinem Gesicht. Eigentlich ist Noura ein weiblicher Vorname, im Film wird der Junge auch nur einmal bei seinem vollen Namen Noureddine genannt. Die Form Noura gibt ihm immer noch den Hauch eines kleinen Jungen, etwas feminin, ambivalent. Er gilt immer noch als Kind im Hammam der Frauen, eine kleine Frau selbst. Durch seine Berichte bei seinen Freunden Moncef und Mounir über die Vorgänge im Hammam erwirbt er sich einen Sonderstatus, eine Art Schmuggler, der die Neugier der anderen bedient. Er ist Gehilfe im Friseursalon der Männer. Durch Laïla lässt Noura seine Kindheit hinter sich.
Azzouz, der Vater Nouras, betreibt einen Stoffladen. Er ist das Oberhaupt der Familie und die Autorität im Haus, streng mit Noura. Er liebt die Frauen, bereit, die Mutter mit deren Cousine im eigenen Haus oder mit einer Kundin zu betrügen. Er hat nicht das Gespür, dem Jungen feiner zu vermitteln, wie man zum Mann wird. Der Vater erwartet, dass Noura nicht länger an den Rockzipfeln der Frauen hängt.
Mutter Jamila ist eine typische Maghreb-Frau der 70er Jahre. Sie wacht über das Personal und die Zubereitung der Mahlzeiten und kümmert sich um die Kinder. Für sie ist Noura immer noch ein kleines Kind, sie ist ihm körperlich durch die Pflege, die sie an ihm im Hammam vornimmt, immer noch sehr nah. Durch ihren Einsatz bei der Wächterin des Hammams wird es überhaupt erst möglich, dass Noura dieses Reich immer noch betreten darf. Sie verteidigt Noura vor dem Vater, wenn dieser ihn misshandeln will.
Nouras Tante Latifa ist wie eine zweite Mutter für den Jungen. Sie ist eine Cousine der Mutter, jung und sexy. Ihren Mann hat sie verlassen (man kann vermuten, dass der zu traditionell für Latifa war) und verkörpert mit ihren modernen Kleidern, vorzugsweise roter Spitzenunterwäsche, Schminke und Lippenstift die befreite Frau im Maghreb. Vater Azzouz will diese Frau nicht im Haus haben. Mutter Jamila überzeugt ihn jedoch von den Stickkünsten Latifas, so darf sie bleiben. Latifa jagt täglich ihrem „Schuss“ nach, eine Umschreibung ihrer für ihren Liebhaber.
Der Schuster Salih wird zum Freund und eine Art zweiter Vater für Noura, mehr spirituell, ganz anders als Nouras strenger leiblicher Vater. Mit ihm kann er darüber sprechen, wie man Frauen verführt. Salih ist nicht religiös, er lehnt es ab zu heiraten, besucht schon gar nicht die Moschee, trinkt Alkohol und ist im Viertel aber dennoch gut akzeptiert. Für einen Muslim ist Alkohol verboten. Salih ist Alkoholiker, aber er achtet vor anderen darauf, sein Getränk in Medikamentenflaschen zu verstecken. Optisch und wörtlich wird die Moral gewahrt. Obwohl klein von Statur, ist er der Verführer des Viertels, anarchistisch inspiriert, aber kein Macho. Er ist Poet, Sänger und schreibt Theaterstücke, die niemand spielen will. Sein letztes Stück trägt den Titel Lachen im Dunkeln. Er ist eine Art lokaler Clown, der dennoch nicht zögert, seinen Humor gegen diejenigen, die ihn ärgern, zu richten. Versteckt in der Rolle des Narren, ist er der einzige, der über seine Gedichte und Theaterstücke die Wahrheit spricht, so die Heuchelei und Intoleranz aufgreifend. Durch seinen Humor bringt er die Frauen zum Lachen. Das ermöglicht es ihm, sie zu verführen. Er ist in Latifa verliebt. Der Blasphemie beschuldigt, wird Salih eines Tages verhaftet.
Nouras Freunde Moncef und Mounir sind etwas älter als er selbst. Interessiert an Frauen treiben sie sich ständig auf der Straße herum um ihnen zu begegnen. Sie nutzen den Jungen, um sich ausführlich die Frauenkörper des Badehauses beschreiben zu lassen.
Salouha und Laïla helfen im Haushalt von Nouras Familie. Salouha ist älter als Laïla, nah am Wahnsinn, unglücklich. Sie ist dem Scheich und seinen Machenschaften ausgeliefert. Niemand weiß woher sie kommen, beide Mädchen stehen unter der Obhut von Scheich Mokhtar, es verbindet sie ein seltsames Käfertattoo. Es ist Laïla, die Noura seine erste Liebe entdecken lässt, die zum Übergang in die Pubertät beitragen wird. Sie trägt ein enges Korsett, welches einladend und als Ersatz für die Nacktheit nach der Vertreibung aus dem Hammam auf Noura wirkt.
Scheich Mokhtar, verantwortlich für Nouras Religionsunterricht, ist permanent hinter den Halbwüchsigen auf der Straße her, um sie am Flirt mit den Mädchen des Viertels zu hindern. Seine Rolle ist besonders, er ist eine Mischung aus religiöser Instanz und Scharlatan. Er wird im Film etwas lächerlich dargestellt, immer anwesend, wenn es gilt, die Moral zu hüten. So auch als Noura für seine Liebelei mit Laïla bestraft wird. Er nimmt auch mit seltsamen Methoden die Austreibung eines Dämons an der Magd Salouha vor.
Der Metzger und ein Clochard verfolgen Noura bis in seine Träume: der Metzger in Verbindung mit Blut und Fleischschneiden und der vulgäre, schmutzige Clochard als Handlanger des Scheichs Mokhtar samt dessen Scharlatanerie in Form von Magie und Exorzismus.
Der Regisseur selber schlüpfte in die Rolle eines Kunden im Friseursalon des Viertels. Ebenso als Kunde findet sich der tunesische Theater- und Filmschauspieler Raouf Ben Amor, bekannt aus dem Film Piraten von Roman Polański und Der Messias von Roberto Rossellini. Issa Harath verkörpert die Rolle des Ali. Der junge Fethi Haddaoui, in der Rolle des Khemaïs zu sehen, ist Widersacher von Salih. Die weiblichen Statistinnen im Hammam werden von Französinnen maghrebinischer Abstammung gespielt.

### Stab
Boughedir schrieb sein Drehbuch zusammen  mit Nouri Bouzid, Regisseur des Films Making of aus dem Jahr 2006 und dem Schauspieler und Dramaturgen Taoufik Jebali. Ebenfalls am Drehbuch beteiligt war Maryse León García, bekannt als Drehbuchautorin von Das Leben ist schön (La vie est belle) von Regisseur Benoît Lamy aus dem Jahr 1987. Für den Schnitt des Films war Moufida Tlatli neben Marie-Christine Rougerie verantwortlich, Tlatli arbeitet auch als Regisseurin und Drehbuchautorin. Der tunesische Produzent Ahmed Bahaeddine Attia ist auch bekannt als Produzent von 4 Filmen des Regisseurs Nouri Bouzid. Die bekanntesten darunter sind Bezness und Safa'ih min dhahab (Les Sabots en or) mit Hichem Rostom in der Hauptrolle. Er war ebenfalls Produzent von Moufida Tlatlis Palast des Schweigens. Georges Barsky führte auch die Kamera für Filme wie Das Ende der Nacht oder Befreiung aus der Ehe.

### Halfaouine
Die Dreharbeiten fanden 1989 im Stadtviertel Halfaouine von Tunis statt. Drehbuchautor und Regisseur Boughedir wie auch der Komponist Anouar Brahem sind in diesem Viertel aufgewachsen. Die Häuser stehen dicht beieinander, typische Innenhöfe sind den Häusern eigen. Dort spielt sich das Leben der Frauen ab, geschützt vor den Blicken der Außenwelt. Die Dachterrassen sind von diesen Höfen aus erreichbar und werden zum Trocknen der Wäsche oder der würzigen Paprikaschoten und Getreides genutzt. Man kann auch leicht über die Terrassen von einem Haus zum anderen gelangen. Die Kinder halten sich dort auf, es wird auch gemunkelt, dass die ein oder andere Liebelei dort ihren Anfang nahm, wenn man ganz zufällig auf die Schöne seiner Wahl diskret einen Blick bei ihren Haushaltstätigkeiten erhaschen kann. Auch Noura spitzelt auf diesem Weg der neuen Magd Laïla hinterher. Das Mädchen zieht ihn magisch an. Ist der Vater außer Haus, sind die Frauen im Innenhof bei Leckereien und Tratsch, der keinerlei Tabus kennt, zu sehen; alles wird besprochen. Lachend, tanzend, oft mit Umschreibungen ausgeschmückt, dennoch weiß jede der anwesenden Frauen ganz genau, was gemeint ist. Ein weiteres Refugium, welches man der Welt der Frauen zuordnen kann, ist der Hammam. Von der westlichen Literatur und der Malerei seit dem 18. Jahrhundert porträtiert, ist der Hammam einerseits dieser warme dampfende und träge Ort, der Noura die Möglichkeit bietet, verstohlen seine Blicke auf unverhüllte Frauenkörper zu lenken, andererseits aber auch sinnbildlich ein weiblicher Schoß, aus dem Noura mit Eintritt der Pubertät gestoßen wird. Solange das Hammam für Noura zugänglich ist, hat es etwas von dem Zauber verbotener Früchte. Er ist passiv in seinen Handlungen dort. Gereinigt wird er von den Frauen; wie es kleinen Kindern zukommt, beobachtet er nur. Die Frauenkörper im Hammam haben einen Anschein von Freiheit, dort und im häuslichen Raum, nicht in der Öffentlichkeit.
Die Welt in diesen Vierteln trennt sehr deutlich zwischen Männern und Frauen. Ausgenommen sind Jungen, die bis zu einem bestimmten Alter zwischen den beiden Welten reisen dürfen. Humor spielt eine ganz große Rolle um Tabus zu umschiffen. Die Welt der Männer bewegt sich auf den Straßen von Tunis. In den Cafés, beim Friseur, wo man hingeht, um alle Neuigkeiten auszutauschen und auch unter dem Vorwand, die Haarschnitte oder Bärte aufzufrischen, um sich dabei über die Politik lustig zu machen, immer auf der Hut, nicht mit den Gesetzeshütern der Regierung in Konflikt zu gelangen. Männerwelten sind auch die Boutiquen, wie die von Nouras Vater. In dieser Welt muss Noura lernen seinen Platz zu finden. Männer und Frauen begegnen einander im Innenhof, dem Herzen des Hauses oder am Strand, ein etwas anonymerer Ort und weiter abgelegen. Boughedir war es wichtig, die Terrassen in den Filmtitel mit aufzunehmen. Sie sind eine Art Niemandsland, da die Straße den Männern vorbehalten ist und das Innere der Häuser das Reich der Frauen ist. Auf den Terrassen kann alles passieren. Sie scheinen eine doppelte Symbolik zu haben: die der Kommunikation und die der Flucht nach oben in die Freiheit. Zusammenfassend ist der Film kein antireligiöses Werk und sucht auch nicht danach, Antworten auf die Politik des Landes oder den islamischen Fundamentalismus zu finden. Er befasst sich aber mit Tabus, die dadurch Heuchelei und Intoleranz hervorrufen. Er zeigt am Beispiel der Bewohner des Viertels Halfaouine, welche kleinen Übertretungen sich in der arabischen Gesellschaft abspielen, über die ganz gerne der Mantel des Schweigens gelegt wird. Er zeigt das Zusammenleben von Generationen und auch, dass dieses Zusammenleben nicht gestört wird, wenn politisch unterschiedliche Positionen vorhanden sind.

### Intention
In einem Interview mit Anne Andreu für das französische Wochenmagazin L'Événement du jeudi vom September 1990 erzählte Boughedir, dass Ende der 70er Jahre unter den tunesischen Filmschaffenden die Meinung herrschte, dass das tunesische Kino engagierter werden müsse. Für Boughedir, der bereits als Filmkritiker arbeitete, war klar, dass, wenn er selber auf der anderen Seite der Kamera sein würde, er all die anderen Dinge erzählen würde, die bisher im tunesischen Kino noch nicht erzählt wurden. Boughedir sagte weiter, dass er sich mit aller Kraft geweigert habe, einen politischen Film zu machen. Mit Halfaouine wollte er, laut eigener Aussage, „den Blick meines Kindes auf diese arabische Gesellschaft finden, in der alles tabu ist.“ Boughedir musste für die Dreharbeiten die weiblichen Darstellerinnen davon überzeugen, nackt zu spielen, dass aber trotzdem keinerlei Anstößigkeit an dem sein würde, wie Boughedir sie filmen wollte. Die Reinheit der Bilder musste auch die tunesische Zensur überzeugen. Im Cahiers du cinéma Nr. 433, Seite 61, Ausgabe Juni 1990 wurde erwähnt, dass der Regisseur wollen würde, dass sein Film „Türen öffnet“. Boughedir sei laut des Artikels der Meinung gewesen, dass das tunesische Kino in der Zukunft eine Rolle spielen würde. Er habe diesem attestiert, „das freieste Kino in der arabischen Welt“ zu sein. Gefragt nach seiner Motivation den Film zu machen, bezog sich Boughedir in seiner Antwort auf die Klischees, die nicht selten der arabischen Gesellschaft in den populären Vierteln nachgesagt werden würden. Er führte als Beispiel das Bild von „verschleierten, unterwürfigen, geschlagenen Frauen und fanatischen Männern“ an, das er so nie erlebt habe. Sein Anliegen sei gewesen, dieses Bild zu korrigieren, indem er die Nachbarschaft des Viertels, in dem er aufgewachsen sei, durch seinen Film male, wie sie tatsächlich sei.
Das Onlineportal CinePrisme hat in einer Zusammenstellung über den Film auch Auszüge von Interviews Boughedirs veröffentlicht, die dieser in der Zeit von September bis Oktober 1990 unter anderem Télérama, einer französischen Kultur- und Fernsehzeitschrift, und Le Monde gab sowie der offiziellen Pressemappe zum Film entnommen wurden. Darin findet sich auch eine Aussage Boughedirs zu den tunesischen Frauen seines Landes, von denen der Regisseur fasziniert sei. Sie hätten laut Regisseur eine Art Lebensgenie und würden es trotz allem schaffen, weniger Zwänge zu erleiden als Männer. Er führte als Beispiel eine Szene des Films an, in der man die Frauen im Innenhof auf der Terrasse von Nouras Haus beieinander sitzen sieht, sich über ihre Männer und deren Eigenarten amüsierend, Latifa ihren Schuss erwähnend, die Runde lacht viel und ausgelassen, bis Vater Azzouz vom Markt kommt. Als Hausherr und Mann ist er bemüht, streng zu schauen, und stellt einen Korb mit Einkäufen neben den Frauen ab. Alle setzen sich gerade hin und verstummen, der in Vorbereitung befindliche Kaffee kocht über. Der Hausherr geht. Groß fängt die Kamera den Korb und die oben auf liegenden Gurken, Karotten und Auberginen ein und die Frauen brechen in schallendes Gelächter aus, mit dem Finger vielsagend auf die Größe der Gemüse deutend. Boughedir wollte mit dieser Szene zeigen, dass das Lachen der Frauen das mächtigste der Welt sei.
Im Interview mit Jeune Afrique im April 2016 erzählte Boughedir, dass er nur dann einen Film machen würde, wenn es ihm wesentlich erscheine. Das passiere dann, wenn er es leid sei, der Verbreitung von Stereotypen zuzusehen, die aufkämen, wenn über arabische, muslimische und insbesondere über die tunesische Gesellschaft gesprochen werden würde. In der Entstehungsphase zu Halfaouine habe man sich in der Zeit kurz nach der iranischen Revolution befunden und man sprach nur über die Themen Tschador und die eingesperrten Frauen. Dieses Bild habe rein gar nichts mit dem zu tun gehabt, wie er, Boughedir, es erlebt habe. Er sei als Kind in einer Gesellschaft aufgewachsen, in der „unter dem Deckmantel einer Unterwürfigkeit von Frauen eine Art mediterranes Matriarchat herrschte“.

## Rezeption
Der Film wird als Jugendfilm eingestuft. Die pädagogische Altersempfehlung laut des Lexikons des internationalen Films ist mit 14 Jahren angegeben. In Tunesien erschien der Film ohne Altersbeschränkung, in Finnland ab 12 Jahren, Schweden ab 11 Jahren, England ab 15 Jahren und für die USA ist keine Empfehlung angegeben. Um die Finanzierung des Films zu sichern, ging Boughedir eine Koproduktion in Frankreich ein. Das tunesische Kulturministerium beteiligte sich mit einer Fördersumme, der französische Koproduzent gewährte einen Vorschuss auf die zu erwartenden Einnahmen, aber in der Hauptsache war es der Vorverkauf des Films an Fernsehanstalten in Großbritannien, Niederlande, Deutschland (WDR Köln) und Frankreich, die den État sicherten. Premiere feierte der Film zeitnah 1990 neben Tunesien auch in Frankreich, USA und Kanada. 1991 debütierte der Film in den Niederlanden, es folgten 1992 die Länder Dänemark, Schweden und Finnland. Mit einem bemerkenswerten Verkaufsrekord von 500.000 Tickets in den ersten 6 Monaten nach Kinopremiere hat der Film einen bis dahin ungekannten Meilenstein an tunesischen Kinokassen gesetzt. In einem Land, das nur 28 Kinos zu der Zeit zur Verfügung hatte (eine weitere Quelle spricht von bis zu 90 Kinos, so dass nicht ganz klar wird, ob mit den genannten 28 möglicherweise die Zahl der Kinos gemeint ist, in denen der Film in Tunesien tatsächlich gespielt wurde) war der Film in Tunesien, gemessen an Ticketverkäufen, erfolgreicher als Titanic und Rambo. Die Menschen sollen teilweise 4 bis 5 Mal die Vorstellungen besucht haben, ein Kultfilm für Tunesien. In Paris wurde der Film in 5 Kinos über einen Zeitraum von 14 Wochen gespielt. In der ersten Woche sahen 10581 Kinogänger den Film und insgesamt 83275 Menschen.
Bei den Filmfestspielen von Cannes 1990 gelang es Boughedir, einen Filmverleiher für Japan zu finden. Das Filmplakat erschien in Tunesien – dort ist es etwas dunkler gehalten, im Vordergrund ist Noura zu sehen, den Kopf über eine Schüssel nach unten gebeugt, hinter ihm sitzt Laïla und wäscht ihm den Kopf, im Hintergrund ist die offene Tür des Hammams zu sehen und gibt dezent einen Blick ins Innere frei, die Frauen sind bedeckt – anders als in Frankreich, wo direkt ein Auszug des Inneren des Hammams gezeigt wird. Hier ist Noura, der auf einen unbestimmten Punkt schaut, neben seiner Mutter abgebildet, die scheinbar das Bad genießt. Im Hintergrund sind andere Badende unbedeckt zu sehen. Für das DVD-Cover ist nur Noura abgebildet, der durch eine Öffnung in einer Mauer schaut. Der Film gilt weltweit als meistgesehener tunesischer Film und erschien bisher unter diversen Titeln:
- Halfaouine – L'Enfant des Terrasses (Frankreich)
- Halfaouine – Boy of the Terraces und Halfaouine – Child of the Terraces (weltweite englische Titel)
- Halfaouine – Das Kind der Dächer (Fernsehtitel)[8]
- Halfaouine – bag sløret (Dänemark)
- Veden poika (Finnland)
- Halfaouine – dziecko tarasów (Polen)
- Мальчик на крыше (russischer Titel)
- Halfaouine – bakom slöjan (Schweden)

1992 erschien über K–Films (Paris) eine VHS-Version. Als DVD-Video war der Film ab 2003 zu erwerben. Beinahe 30 Jahre nach Erstveröffentlichung erschien im Sommer 2019 die Blu-ray zusammen mit Boughedirs zweitem Spielfilm Ein Sommer in La Goulette. Die Internetzeitung Mediapart widmete zu diesem Anlass dem Film eine Betrachtung unter dem Titel „Ende einer tunesischen Kindheit“ und würdigte, dass der Regisseur in seiner „Initiationschronik“ detailreich die menschliche Vielfalt gemalt habe und ganz besonders die der Frauen, wenn sie in ihrer Freiheit in den Hammams und Innenhöfen leben und dort unbefangen und mit Humor über ihre Beziehungen zu Männern sprechen.

### Zensur
Trotz der intimen Szenen aus dem Hammam der Frauen oder auch der sehr präsent gefilmten Szene der Beschneidung des Bruders des Noureddine nach islamischem Ritus (die Szene wurde ohne den finalen Schnitt gefilmt und, auch wenn sie Noura abstößt, wie ein säkularer religiöser Brauch behandelt, der schwer zu verurteilen ist.), den Themen Alkohol oder Blasphemie und der ein oder anderen dargestellten Übertretung von Tabus in muslimischen Gesellschaften ist es Boughedir gelungen einen Film zu machen, der in Tunesien weder zensiert noch beschnitten wurde. So wie der Regisseur seinen Film machen wollte, ist er zugelassen worden.

„Am liebsten möchte man, dass HALFAOUINE überall gezeigt wird, von Riad bis Casablanca, von Beirut bis Algier. Aber hier wie dort wacht die Zensur, die für ihr Verbot die öffentliche Darstellung der feuchten, nackten Körper im Bade als Vorwand benützen wird. Aber was man in Wirklichkeit nicht gezeigt haben will, ist die Enthüllung der verborgenen Familientraditionen, denen sich Boughédir mit Zärtlichkeit, Frische, Humor und Sehnsucht annimt. - Libération“

In Tunesien wurde Boughedir, laut eigener Aussage, nach Erscheinen des Films unerbittlich in Ennahdas Zeitung L'Aube von Islamisten angegriffen, die es für beschämend hielten, die Vorgänge in einem Hammam auf dem Bildschirm zu zeigen. Bei TMDb wird in der Filmbeschreibung aufgeführt, dass in den meisten arabischen Ländern der Film dem Publikum von der Zensur bis heute vorenthalten sei.

### Musik
Anouar Brahem schrieb 1990 den Soundtrack des Films, „der mit einer gewissen melancholischen Anmut die Nachbarschaft seiner Kindheit feiert.“ Der instrumentale Soundtrack diente dem tunesischen Dichter, Übersetzer, Kunsthistoriker und Drehbuchautor Ali Louati als Inspiration für sein berühmtes Chanson « Ritek ma naâref win » (fr: Je t'ai vue je ne sais où), interpretiert von Lotfi Bouchnak.

### Festivaldaten (Auswahl)
Rückblickend, in einem Interview mit Philippe Royer für La Croix im Jahr 1996, zeigte sich Boughedir überrascht ob des Erfolges seines Films und erinnerte sich, dass bei den Filmfestspielen von Cannes 1990 ein Japaner auf ihn zugekommen sei und über das Thema des Films „Das ist meine Jugend“ gesagt habe. Boughedir erinnerte sich weiter, dass er überrascht gewesen sei, mit diesen Geschichten, die in den Straßen seines Viertels der Kindheit spielen, so eine Resonanz hervorgerufen zu haben.
- 1990: Internationale Filmfestspiele von Cannes
- New York Film Festival  – Eröffnungsfilm

### Auszeichnungen (Auswahl)
Bei den Filmfestspielen von Carthage (JCC) 1990 konnte der Film neben dem Hauptpreis des Festivals auch Auszeichnungen für Die beste Darstellung, den Besten Regisseur und den Unesco Award für sich verbuchen.
- 1990: Tanit d’Or – Carthage Film Festival
- 1990: Silberner Hugo – Chicago International Film Festival
- 1990: Goldene Palme – Valencia Festival of Mediterranean Cinema
- 1991: Publikumspreis – Internationales Filmwochenende Würzburg
- Goldmedaille – Internationales Filmfestival von Giffoni
- Bester männlicher Nachwuchsdarsteller – Internationales Comedy Film Festival von Vevey
- Sonderpreis der Jury  – New York Film Festival
- Best Picture Award  – Las Vegas Film Festival
- Grand Prix – Vues d'Afrique Internationales Filmfestival
- Bester arabischer Film des Jahres – Cairo International Film Festival
- Goldene Olive – Arte Mare Film Festival Bastia

### Nominierungen (Auswahl)
- 1991: Bestes Erstlingswerk – César

### Bibliografie
- Cahiers du cinéma Nr. 433, Juni 1990
- Cahiers du Cinéma Nr. 435, September 1990
- Cinéma 90 Nr. 468, Juni 1990
- Jeune Cinéma Nr. 202, Juni 1990
- Positif Nr. 353–354, Juli 1990
- Positif Nr. 358, Dezember 1990
- Première Nr. 163, Oktober 1990
- Revue du Cinéma Nr. 462, Juli 1990
- L'Avant-Scenè Cinéma Nr. 483, Juni 1999[15]

(Quelle:)

### Kritiken
Der Film ist über die Jahre immer wieder von der Presse und Internetportalen aufgegriffen worden. Es überwiegen die positiven Kritiken. Das Lexikon des internationalen Films weicht etwas von dem ab und schrieb als Bewertung:

„Eine Pubertätsgeschichte aus Tunesien, die zwar die Chiffren des islamischen Films aufreißt, jedoch allzu unentschlossen zwischen Sozialstudie und Initationserzählung [sic] schwankt. Der Film läßt weitgehend unberührt, weil er die individuelle Krise des Jungen nicht zu vermitteln vermag.“

Eingestuft als Jugendfilm wird er auch auf den Seiten der Datenbank für Jugendfilme als solcher geführt und bewertet:

„Ein farbenreicher, poetischer und humorvoller Film, der die Schwierigkeiten des Erwachsenwerdens im Kontext arabischer Stereotype und fundamentalistischer Tabus liebevoll in Szene setzt.“

Am 30. Juli 2000 zeigte der Fernsehsender Arte den Film. Die Zeitschrift Le Parisien führte in ihrer Betrachtung zur Programmankündigung aus:

„Mit großer Finesse beschreibt der Regisseur Férid Boughedir in Halfaouine – Zeit der Träume (…) die ersten Emotionen dieses Kindes, das von der Kindheit in die Pubertät geht. (…) Zwischen Lächeln und Emotionen vergisst der Regisseur nicht die anderen sozialen Probleme, die sich damals in Tunesien stellen.“

Als die DVD-Version 2003 erschien, rezensierten einige Internetportale erneut den Film. Das Portal Guide-Rapide veröffentlichte ebenfalls Presseauszüge in seiner Vorstellung so auch die Bewertung der Journalistin Cécile Mury, verfasst für Télérama:

„Ferid Boughedir zeigt nicht nur die ersten sexuellen Gefühle eines liebenswerten Jungen. Es setzt sich mit den Leiden einer phallischen und festen Gesellschaft auseinander, und die Komödie, die in den 70er Jahren in einem Tunesien spielt, das von einem autoritären Regime beherrscht wird, ist eine gekonnte politische Satire.“

Für Mediapart widmete sich im Juni 2019 der Autor Cédric Lépine dem Film und lenkte den Blick auch noch einmal auf den Polizeistaat der damaligen Zeit.

„Dieser zärtliche Blick vergisst nicht, die Polizeigewalt gegen Gewerkschaftsmitglieder zu erwähnen, die mobilisiert wurden, um ihre Rechte, Gewalt gegen Frauen und religiösen Puritanismus zu verteidigen, der allmählich Einzug hält.“

Er führte weiter aus:

„Der Film hat also dreißig Jahre später seine Lebendigkeit nicht verloren, sowohl durch seinen politischen, ethnographischen, historischen und intimen Inhalt, in dem sich jeder an seine ersten Emotionen erinnern kann, um die Unschuld der Kindheit zu verlassen.“